# オズワルド・モズレー
第6代準男爵サー・オズワルド・エーナルド・モズレー（英: Sir Oswald Ernald Mosley, 6th Baronet、1896年11月16日 - 1980年12月3日）は、イギリスの政治家。イギリス・ファシスト同盟の指導者として知られる。モズレーはモズリーとも表記される場合がある。
小説家の第3代レイブンズデール男爵ニコラス・モズレーは長男、国際自動車連盟（FIA）第8代会長マックス・モズレーは四男である。

## 略歴

### 生い立ち
1896年11月16日、第5代準男爵サー・オズワルド・モズレーとその妻キャサリン(旧姓エドワーズ＝ハースコート)の長男としてロンドンに生まれる。生家のモズレー準男爵家についてはモズレー準男爵の項目を参照。
パブリック・スクールのウィンチェスター・カレッジを経てサンドハースト陸軍士官学校へ進学した。第一次世界大戦に従軍し、塹壕戦や空中戦を戦ったが、戦闘機の着陸事故で片足が不自由になったことで20歳の頃の1916年に除隊となり、軍で出世する道は閉ざされた。

### 保守党議員時代
22歳の時の1918年に行われた総選挙でハーロー選挙区から当選し、保守党所属の庶民院議員となり、1924年まで同選挙区から選出された。

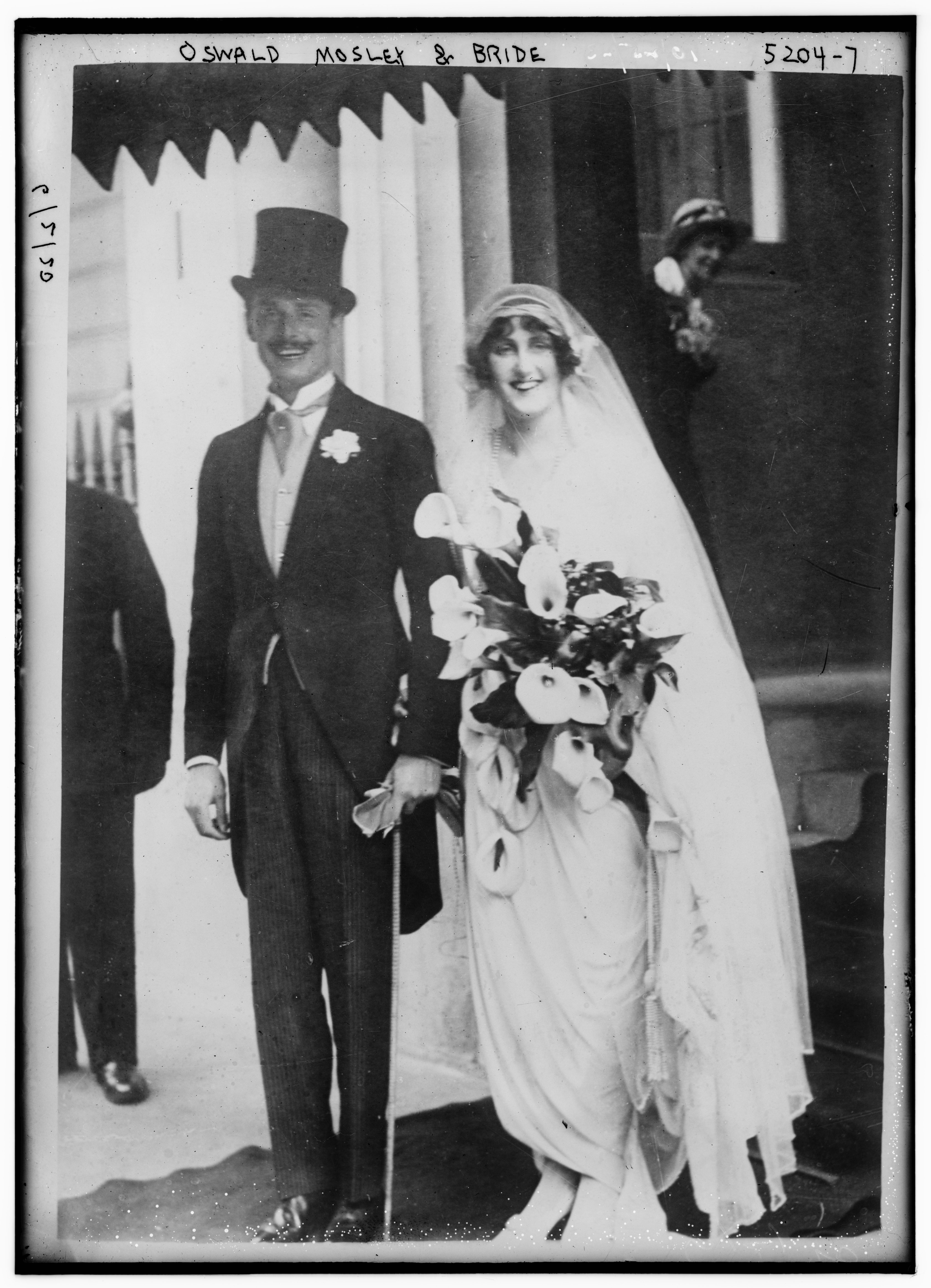
モズレーと最初の妻シンシア

1920年には保守党の大物政治家である初代ケドルストンのカーゾン侯爵ジョージ・カーゾンの娘シンシア・ブランシュ・カーゾンと結婚（のちに労働党選出の代議士となる。3人の子をもうけたが、シンシアは1933年に腹膜炎で死亡）。

### 労働党議員時代
1920年に退役軍人救済を行わない保守党に失望し、妻とともに保守党を離党して労働党へ移籍した。
1926年にスメスウィック選挙区から再度庶民院議員に選出される（1926年 - 1931年）。
1928年9月21日に父が死去し、第6代準男爵位を継承する。
1929年に労働党のラムゼイ・マクドナルド内閣にランカスター公領大臣として初入閣を果たす。当時イギリスでは失業者数が250万人を超えており、その雇用問題を担当した。
公共事業による失業者救済、政府計画に基づく経済再建などを提案した。これは労働党の雇用政策を一世代先取りしたような革新的提案だったが、その提案は却下された。労働党の保守的な体質に幻滅したモズレーは、1930年に大臣を辞して離党した。

### 新党創設

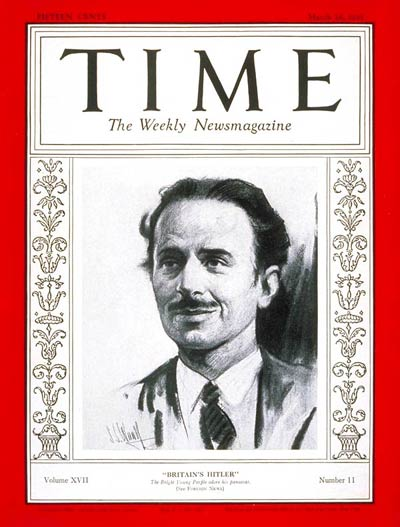
1931年3月16日の『タイム』の表紙を飾ったモズレー

より強力な政府による統制経済を主張するモズレーは、ジョージ・バーナード・ショーやウィリアム・モリス(後の初代ナフィールド子爵)らの後援を受けて、妻とともに「新党」を結成した。
だが翌1931年の総選挙では、新党は自らを含めて候補者全員が落選の憂き目に遭う。

### イギリス・ファシスト同盟指導者

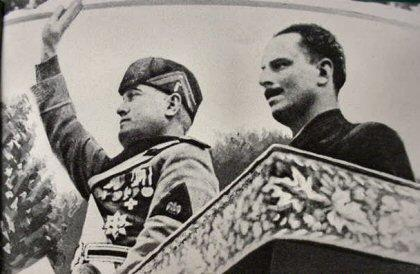
イタリア首相ムッソリーニとモズレー

1932年にドイツとイタリアを訪問。ドイツでの国家社会主義ドイツ労働者党(ナチ党)の盛り上がりやイタリアのムッソリーニ率いるファシスト政権の成果を目の当たりにして、帰国後の1932年10月1日に自らの党を「イギリス・ファシスト同盟」(BUF)に改称。ファシストとしての立場を鮮明とする。
労働党の内紛や世界大恐慌による社会不安からモズレーのファシスト同盟は人気を得、1934年には党員数が1万人を超えてピークに達した。活動的でないメンバーや支持者も加えると3万人以上のシンパがいたとみられている。しかし同年に行われたファシスト同盟のオリンピア集会では暴力事件が発生し、その事件への批判の高まりでファシスト同盟と既成政党の連携のチャンスは失われた。
またモズレー自身が反ユダヤ主義を公的に標榜したことはなかったものの、ファシスト同盟党員には反ユダヤ主義者が多く、しばしばイーストエンドのユダヤ人を襲撃する事件が発生した。しかもこの頃からナチ党政権下のドイツにおけるユダヤ人迫害がイギリス国内で報道されるようになり（例えばドイツの町々に「この町にユダヤ人はいません」という看板が誇らしげに掲げられるようになったこと、公園のベンチがドイツ人用とユダヤ人用に分けられたこと、ユダヤ人に物を売らない商店が増えていることといったニュース）、モズレーの運動は反ユダヤ主義と結びつけられて否定的に扱われることが増えていった。
またファシスト同盟党員は、肩章のついた黒い上着と腕章、褐色の乗馬ズボンと乗馬ブーツという制服で活動したが、これはナチスの物真似制服として不評だった。しかもこの制服は1936年の公共秩序法によって禁止されてしまった。
ドイツのナチ党総統のヒトラーは、思想を同じくするモズレーの台頭を期待していたといわれている。1936年に2人目の妻、ダイアナ・ミットフォードと結婚した際の結婚式はベルリンで挙行され、ヒトラーとゲッベルスが出席した。

### 第二次世界大戦中
1939年9月にイギリスがドイツに対して宣戦布告し第二次世界大戦が勃発すると、モズレーは党員と支持者にイギリス政府と軍への支持と協力を呼びかけた。
しかし1940年5月に主戦派チャーチルが首相となると総力戦体制が強化され、「内務大臣は、外国に従属している、または指導者が敵国政府指導者と関係を持っている、あるいは敵国政府のシステムに共感をもっていると認められる組織のメンバーを誰であろうとも裁判なしで無期限に投獄できるものとする」という防衛規則18Bの修正規則18(1a)が制定された。
モズレーはこれを「マグナカルタ以来保障された人権を侵している」と批判したが、同年5月23日にこの規則によって裁判なしで逮捕・拘禁され、ファシスト同盟も解散させられた。妻のダイアナも6月29日に逮捕・拘禁された。
以降夫妻は3年半にわたる獄中生活を送った。刑務所の劣悪な環境でモズレーもダイアナもしばしば病気に倒れた。特に一次大戦の飛行機事故で右足の血流が悪いモズレーは、静脈炎の激痛に苦しんだ。1943年6月にモズレーの症状は深刻化し、刑務所医師は釈放しないと命の危険があると政府に訴えた。しかし労働党の政治家にはモズレーに対する拒否感が強く、その許可はなかなか下りなかった。ようやく11月になって内閣の決定で妻ダイアナともども釈放が決定された。刑務所内で死亡されると殉教者となり、イギリスファシストの再結集のきっかけとなると政府は恐れていたという。
釈放されたといっても様々な制限付きであり、内務省が許可した場所以外に住むことは禁止され、また住居の半径7マイルを超えた外出を禁じられた。政治活動、マスコミでの意見発表、その他一切の政治的意思の表明を禁止された。イギリス情報局保安部（MI5）の監視下で生活した。

### 戦後
戦後、防衛規則が解除されると『My Answer』と『The Alternative』を執筆した。出版してくれる会社はなかったが、夫妻で「ユーフォリオン・ブック」という出版社を立ち上げて出版した。
1948年には連合運動を結成し、「ヨーロッパ諸国の連合がアフリカの豊富な資源と結びつけば、この二つの大陸は世界のどの勢力にも対抗できる力となる」と訴える政治活動を開始した。しかしナチスによるホロコーストが広く伝わった今、ナチスとの関係が知れ渡ったモズレーにまともな政治活動の場はなかった。
なお、モズレーは一度も反ユダヤ主義を公的に表明したことはなく、新聞各紙もそれを認めていたに関わらず、モズレーのこの新しい政治活動も、反ユダヤ主義に結び付けられて無根拠な批判に晒されたため、党勢を拡大させることはできなかった。
1959年の総選挙では、ヨーロッパの連合と非白人の移民反対を公約に掲げて出馬した。議席は取れなかったものの、大政党の後ろ盾無しでそれなりの得票を得て話題になった。
1962年7月31日のロンドンのイーストエンドでの演説中、モズレーが左翼によって壇上から引きずり降ろされて殴る蹴るの暴行が加えられ、支持者のおかげでなんとか一命をとりとめるという事件があった。
1968年に自伝『My Life』を出版し、自分が反ユダヤ主義者だったことはない旨を訴えた。また1968年にはBBCの番組『パノラマ』がモズレーの特集を組み、一時間のインタビューを受けた。
第二次世界大戦前に国王を退位し、親ドイツで知られヒトラーとも親交のあったウィンザー公（元国王エドワード8世）と親交を持った。晩年にはパーキンソン病に罹り、1980年11月にフランス・パリ郊外のオルセーで死去した。

## 人物

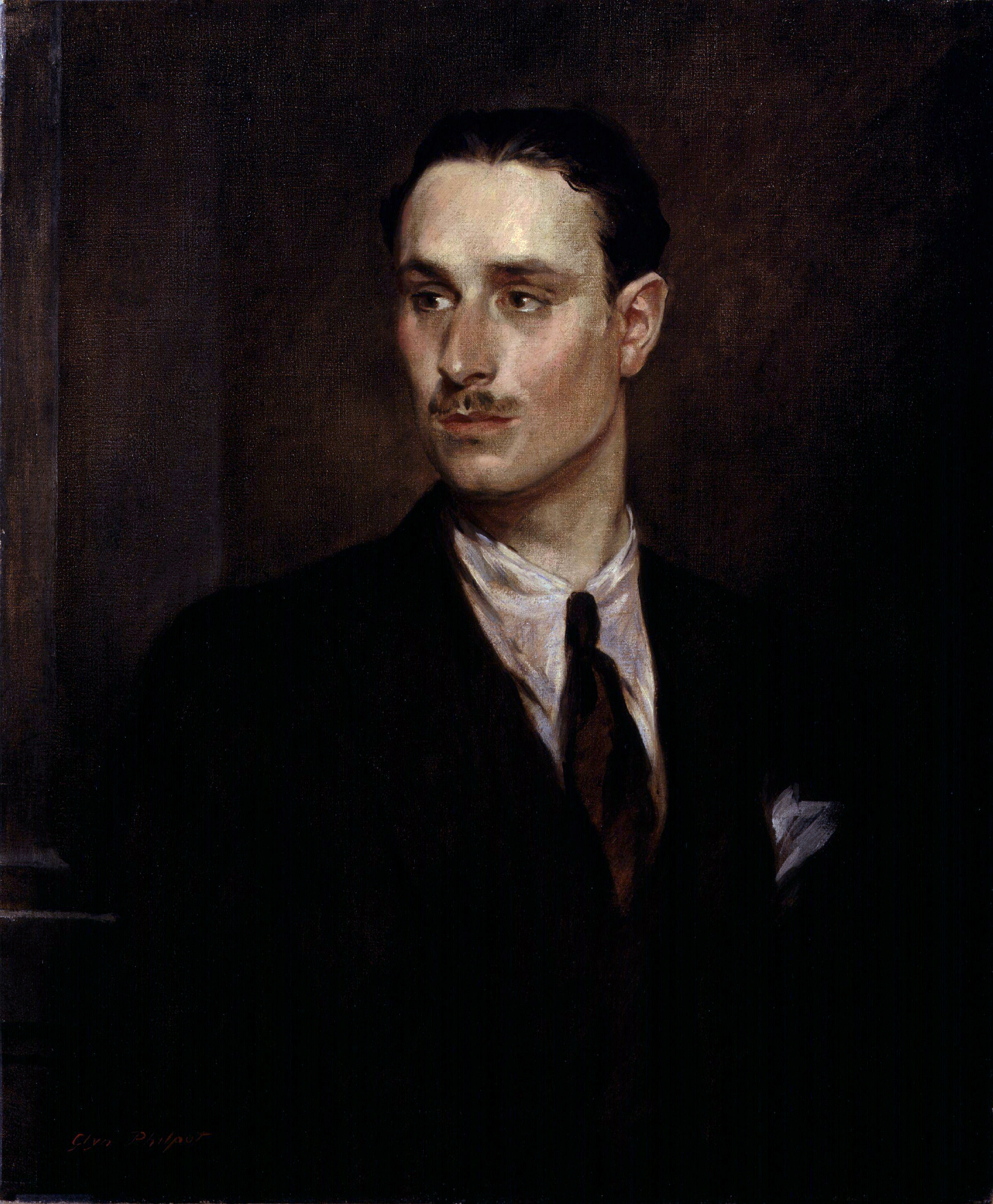
『Sir Oswald Mosley, 6th Bt』
(1925年グリン・フィルポット画）

身長180センチ以上の長身だった。スポーツマンであり、乗馬、テニス、フェンシングなどを嗜んだ。特にフェンシングの腕は一流だった。
世界大恐慌で世界経済が崩壊していく中で、既存の二大政党いずれにも失望し、右翼急進主義のファシズムこそが世界を救う唯一の道との確信を持った。資本主義は貧困と大量の失業問題に解決能力はないし、ボルシェヴィキ思想は何があっても避けなければならないと考えたからである。当時資本主義擁護の保守派ではなく、革新派たろうと思えば、道はファシズムか共産主義の二つだけだった。ソ連のスターリンの独裁政治の惨状は、当時からある程度イギリスに伝わっていたので、上流階級・中産階級は共産主義に潜在的な恐怖感を持っていた。一方ファシズムについては当時は恐怖のイメージとは程遠く、むしろ好感をもたれていた。戦前にはユダヤ人虐殺は伝わっておらず、ヨーロッパ諸国では右翼急進主義によって一定の経済回復が成し遂げられていたからである。1935年のギャラップの世論調査によるとファシズムと共産主義どちらが好ましいかという質問に70%の人がファシズムと答えている。モズレーのファシスト同盟はこうしたイギリス人の世論に支えられて支持を伸ばしたのだった。
ヒトラーが彼とダイアナの結婚式に出席したことからヒトラーと深い関係にあるように思われていたモズレーだが、実際には彼は妻ダイアナの縁故でヒトラーと二回会ったことがあるだけに過ぎない。現在では両者はさほど親しい関係にあったわけではないことが判明している。
モズレーはヒトラーと異なり、公的な演説で反ユダヤ主義を標榜したことはない。しかしモズレー支持者の中には反ユダヤ主義者が多かったのでドイツでのユダヤ人差別のニュースが徐々にイギリスに伝わってくるようになると、モズレー自身も反ユダヤ主義に結び付けられるようになった。ドイツのナチ党が行っている反ユダヤ主義政策について問われた際、モズレーは「ドイツで何が起ころうと、それはドイツの問題であり、ユダヤ人問題でイギリスが命を失うことはない」と回答している。
ヒトラー付き陸軍副官を務めたゲアハルト・エンゲル（de:Gerhard Engel (General)）によると西方電撃戦のさなかの1940年5月にヒトラーは「モズレーならこの戦争を止められたかもしれないし、おそらく一般大衆に人気のあるリーダーとはなれなかっただろうが、真の独英関係において知的なリーダーとなりえた」と述べたという。一方ユニティ・ヴァルキリー・ミットフォードによるとヒトラーは「モズレーが自分の行動をファシストとか黒シャツと呼んだのは失敗で、もっとイギリス人に受け入れやすい呼称にすべきだった。私がモズレーだったら、クロムウェルに倣って支持者を鉄騎隊と名付けただろう」と述べたという。

## 家族
1920年に初代ケドルストンのカーゾン侯爵ジョージ・カーゾンの娘シンシアと結婚し、彼女との間に以下の3子を儲ける。
- 第1子(長女)ヴィヴィアン・エリザベス・モズレー (1921-2002)  - デズモンド・アダムと結婚
- 第2子(長男)ニコラス・モズレー(1923-2017) - 小説家。1966年に叔母アイリーン・カーゾン（英語版）から3代レイヴンズデール男爵を継承。1980年に父から7代準男爵を継承[26][27]
- 第3子(次男)マイケル・モズレー (1932-2012)  - 男爵のヤンガーサン待遇を得る[28]。

1933年に先妻と死別後、1936年に第2代リーズデイル男爵デイヴィッド・フリーマン＝ミットフォードの娘ダイアナと再婚し、彼女との間に以下の2子を儲ける。
- 第4子(三男)オズワルド・アレグザンダー・モズレー (1938-2005)
- 第5子(四男)マックス・ルーファス・モズレー (1940-2021)  - 弁護士。国際自動車連盟(FIA)第8代会長

## カリカチュア
- P・G・ウッドハウスの小説『ジーヴス』シリーズには、彼をモデルにしたと思われる「ロデリック・スポード」という人物が登場する。彼は「黒シャツ隊」ならぬ「黒ショーツ隊」なるファシスト集団を率いている。
- エルヴィス・コステロの1977年の曲Less Than Zero はモズレーを批難する内容が歌われている。
- 1982年の映画『ピンク・フロイド ザ・ウォール』や1986年の映画『ビギナーズ』にもモズレーとファシスト軍団を想起させる人物が登場する。